# Bajen (film)
Bajen är en svensk kortfilm från 1970 i regi av Jan Halldoff. Den skildrar stämningen på Hammarby IF Fotbolls hemmamatcher i Johanneshov.

### Fotnoter
1. ↑  ”Bajen”. Svensk Filmdatabas. http://www.sfi.se/sv/svensk-filmdatabas/Item/?itemid=12912&type=MOVIE&iv=Story. Läst 1 juli 2012.